# Maciej Drzewicki
Maciej Drzewicki herbu Ciołek (ur. 22 lutego 1467 w Drzewicy, zm. 22 sierpnia 1535 w Łowiczu) – arcybiskup gnieźnieński i prymas Polski w 1531 roku, biskup włocławski w 1513 roku, biskup przemyski w 1503 roku, kanclerz wielki koronny w 1511 roku, podkanclerzy koronny w 1501 roku, kanonik poznański w 1500 roku, prepozyt u św. Floriana w Krakowie w 1499 roku, scholastyk łęczycki w 1496 roku, scholastyk krakowski w 1492 roku, prepozyt skalbmierski w 1498 roku, kantor sandomierski w 1493 roku, kanonik krakowski w 1488 roku, sekretarz królewski, I sekretarz kancelarii królewskiej w 1497 roku, sekretarz kancelarii królewskiej w 1492 roku, komisarz królewski w Gdańsku w 1524 roku, humanista.

## Życiorys
Urodzony 22 lutego 1467 w Drzewicy k. Opoczna jako syn Jakuba, późniejszego kasztelana żarnowskiego, i Katarzyny Libiszowskiej. Jego stryjem był Jan Drzewicki. Kształcił się we Włocławku i Krakowie, był uczniem Filipa Kallimacha. Zaufany Jana Olbrachta, do 1492 działał Jako sekretarz kancelarii koronnej, w 1497 był już pierwszym sekretarzem, podkanclerzym koronnym został w 1501. Po śmierci Olbrachta tracił gwałtownie na znaczeniu, choć zachował urząd, w 1505 z trudem uzyskał biskupstwo przemyskie. Podpisał konstytucję Nihil novi na sejmie w Radomiu w 1505 roku. Podpisał dyplom elekcji Zygmunta I Starego na króla Polski i wielkiego księcia litewskiego na sejmie w Piotrkowie 8 grudnia 1506 roku. Dopiero po elekcji Zygmunta I Starego ponownie odgrywał rolę polityczną, tocząc ostrą walkę z kanclerzem Janem Łaskim. W 1510 został kanclerzem wielkim koronnym. Po Wyborze na bpa Kujawskiego (1513) musiał zrezygnować z kanclerstwa na sejmie 1515.
Zwolennik orientacji prohabsburskiej był nadal aktywny w dyplomacji jagiellońskiej. W imieniu Zygmunta I Starego jako prawnego opiekuna małoletniego Ludwika Jagiellończyka przyczynił się do wyboru Karola V Habsburga na cesarza rzymskiego we Frankfurcie w 1519 roku. Był sygnatariuszem aktu traktatu krakowskiego w 1525 roku. Po śmierci Jana Łaskiego, na życzenie królowej Bony, został mianowany przez króla abpem gnieźnieńskim (12 czerwca 1531). Ingres do Gniezna odbył 20 marca 1532. W sierpniu tegoż roku zwołał synod prowincjonalny, którego statuty wydrukował w Krakowie. Rezydował głównie w Łowiczu, skąd przybywał na kwietniowe kapituły generalne do Gniezna w 1534 i 1535. Nadal brał czynny udział w polityce, zwłaszcza w czasie sejmów piotrkowskich 1534, zwalczając szlachecką opozycję. Znacznie zwiększył zbiory biblioteki katedralnej. Był wówczas pod silnym wpływem politycznym Piotra Tomickiego. W 1535 w czasie podróży i do Krakowa zachorował i zmarł w Łowiczu 22 sierpnia 1535. Został pochowany w katedrze gnieźnieńskiej, gdzie zachowała się płyta nagrobna. Z Wielkopolską był związany w schyłkowym okresie kariery politycznej. Bogate uposażenie arcybiskupstwa obracał na umocnienie pozycji swej rodziny. Humanista, dla którego biblioteki wykonano pierwszy polski ekslibris, prowadził obszerny dziennik, zachowany dla lat 1499–1515. Był autorem kontynuacji długoszowego katalogu bpów kujawskich i rodowodu Ciołków na Drzewicy. W praktyce kancelaryjnej oraz dla celów prywatnych posługiwał się technikami kryptograficznymi. Zachowały się jego listy.

## Twórczość

### Ważniejsze utwory
- Vitae episcoporum Vladislaviensium, kontynuacja dzieła J. Długosza od 1473, z fragmentami autobiografii
- Dziennik życia i wydarzeń publicznych z lat 1499–1515, rękopis na kartach inkunabułu w zbiorach Biblioteki Narodowej w Warszawie, sygn. Inc.Qu.55[14], tekst wyd. H. Rybus[12].
- Przedmowa (w formie listu do patrycjusza weneckiego M. Antonio Mauroceno) do wyd.: F. Kallimach Historia de his quae a Ventis tentata sunt..., powst. ok. 1504, wyd. Haganoae 1533, przedr. I. Chrzanowski, S. Kot Humanizm i reformacja w Polsce, Lwów 1927
- Memoriał przeciw prymasowi J. Łaskiemu, powst. koniec 1521, rękopis Biblioteki Czartoryskich, Teki Górskiego, t. 25, nr 3195

### Listy
- Fragm. 14 listów z lat 1500–1527 do biskupów warmińskich: Ł. Waczenrode, M. Ferbera i J. Dantyszka, ogł. w przekł. polskim A. Grabowski Starożytności historyczne polskie, t. 2, Kraków 1840
- Do Zygmunta I, Frankfurt, 20 i 28 czerwca 1519 (współautor: Rafał Leszczyński), ogł. W. Pociecha „Polska wobec elekcji cesarza Karola V w r. 1519”, Wrocław 1947, Prace Wrocławskiego Towarzystwa Naukowego, seria A, nr 12, dodatek; rękopis Biblioteki Czartoryskich nr 403
- Do króla Ferdynanda I, Kraków, 7 marca 1527, ogł. W. Pociecha „Polska wobec elekcji cesarza Karola V w r. 1519”, Wrocław 1947, Prace Wrocławskiego Towarzystwa Naukowego, seria A, nr 12, autograf w Archiwum Państwowym w Wiedniu, Hungarica fasc. 3
- Listy do J. Dantyszka, M. Ferbera, Ł. Waczenrode z lat 1500–1535, rękopisy (autografy) Biblioteka Czartoryskich nr 249
- List do J. Dantyszka, Frankfurt, 3 lipca 1519 (współautor: Rafał Leszczyński), ogł. W. Pociecha „Polska wobec elekcji cesarza Karola V w r. 1519”, Wrocław 1947, Prace Wrocławskiego Towarzystwa Naukowego, seria A, nr 12
- 7 listów do Zygmunta Herbersteina, rękopis Nemzeti Muzeum w Budapeszcie, sygn. Fol. Lat. 258, wiad. podają K. Lepszy, J. Tazbir „Poszukiwania naukowe na Węgrzech”, Kwartalnik Historyczny 1957, nr 2
- Do J. Dantyszka, 30 listopada 1533, rękopis Biblioteki Czartoryskich, nr 1595, k. 633
- List od Jana Ursinusa (starszego), Kraków, 4 lipca (zapewne) 1492, wyd. w J. Ursinus „Modus epistolandi” Norymberga, 1495 lub 1496, druk. K. Hochfeder; wyd. 2, Kraków 1522 (przekł. polski: L. Winniczuk)
- Od J. L. Decjusza, Kraków, 15 lutego 1518, wyd. na czele dzieła: W. Eck Ad Sigismundum... Regem... threni neglectae religionis (Kraków 1518)

### Utwory o autorstwie niepewnym
- Wiersz o bitwie pod Orszą, autograf Biblioteki Jagiellońskiej, nr 38 f. 2 v.
- Epitafium kardynała Fryderyka z 1510, zanotowane w: Dzienniku życia i wydarzeń publicznych z lat 1499–1515, wyd. H. Rybus[12].
- De institutione regii pueri, powst. 1502, wyd. H. Zeissber „Kleinere Geschichtsquellen Polens in Mittelalter”, Archiv f. Oesterreichische Geschichte, t. 55 (1877), przekł. polski: fragm. A. Przezdziecki „O królowej Elżbiecie...”